# Glossogobius bicirrhosus
Glossogobius bicirrhosus es una especie de peces de la familia de los Gobiidae en el orden de los perciformes.

## Morfología
Los machos pueden llegar a alcanzar los 9 cm de longitud total.

## Distribución geográfica
Se encuentran en Indonesia, Filipinas, Japón, Taiwán, Melanesia, Papúa Nueva Guinea y el noreste de Australia.

## Observaciones
Es inofensivo para los humanos.